# Pčelarica
Pčelarica (žuta pčelarica, lat. Merops apiaster) je upadljiva ptica iz porodice pčelarica.

## Izgled i ponašanje
Prosječno oko 28 cm duga žuta pčelarica je najšarenija ptica Europe, a jedini je član ove porodice koja živi i u Hrvatskoj. Teško je zamijeniti ju s bilo kojom drugom vrstom: trbuh i prsa su tirkizni, tjeme, zatiljak i gornji dio leđa su rđasto smeđi, krila u obje te boje. Niže, leđa kao i podvoljak su žuti, a iznad žutog podvoljka prolazi crna pruga preko očiju. Karakterističan im je relativno dug i blago savijen kljun kao i produžena strednja pera u repu. Mlade ptice su nešto bljeđe obojene i još uvijek nemaju produžena pera u repu.

## Rasprostranjenost i stanište
Ove ptice tropskog izgleda daju prednost toploj klimi. Rasprostranjenost im je od Jugozapadne i Prednje Azije i Sjeverozapadne Afrike kao i u Južnoj i Jugoistočnoj Europi, na sjever sve do južne Poljske gdje se gnijezdi od 1960-ih. Povremeno ih se može sresti i mnogo sjevernije. Vole otvorena staništa s pojedinačnim drvećem i ponekim grmom. Česta je u Kopačkom ritu i na potezu od Kneževih vinograda do Batine.

## Prehrambene navike
Pčelarica se hrani kukcima koje - često u grupi od nekoliko ptica - lovi u letu. Pri tome se može vidjeti da je savršeno okretan i spretan letač. Kao što slijedi iz imena, glavna lovina su im opnokrilci kao što su pčele, ose i bumbari, no i drugi kukci koji lete. Prije nego što će ih progutati, udaraju ulovljenim kukcem po nekoj podlozi tako da ih ne mogu ubosti. Pokrilje i druge neprobavljive dijelove kukaca od hitina kasnije izbacuju. Kako su im plijen često i medonosne pčele, nisu omiljene kod pčelara.

## Razmnožavanje
Ove ptice su vrlo druželjubive i u pravilu se gnijezde u kolonijama. Više parova pravi tunele blizu jedan drugom. Ponekad se, naročito na rubu povoljnog staništa, mogu opaziti pojedinačni parovi. Kod takvog "pionirsko naselje" nakon nekog vremena se, ili vrlo brzo poveća, ili brzo nestane. 
Pčelarice polažu jaja u zemljanim tunelima. Za kopanje tunela biraju strme obronke, rado riječnu ili jezersku obalu, pješčano ili glineno tlo, no ponekad i na ravnom tlu. Nakon 2 do 3 tjedna, parovi završavaju s kopanjem. Tuneli su dugi 1 do 1,5 metra, ponekad i do 2,7 metara, promjera 4 do 5 cm. Uletna rupa je 8-10 cm. Tunel završava proširenom, balonastom komoricom koja služi za ležanje na jajima i podizanje mladih. Pored nastanjenih tunela, koji su najčešće udaljeni par metara jedan od drugog, postoje i nedovršeni tuneli.
Inkubacija jaja traje 20-22 dana. Počinje oko sredine svibnja, a zajedno s podizanjem mladunaca, proces traje do kraja lipnja. Nakon toga, ne pare se ponovo te godine. Oba partnera leže na jajima, ali mužjak nešto manje. Leglo broji 5 do 6 (ponekada i 4 do 7) gotovo kuglastih, potpuno bijelih, izraženo glatkih i sjajnih jaja veličine oko 25 x 20 milimetara. Jaja polažu na golo tlo komorice. Tijekom tog vremena, tlo komore prekrije gotovo 1 centimetar debeli sloj izbačenih neprobavljivih sastojaka kukaca, izmeta i ostalih otpadaka.

## Glasanje
Pčelarice se često glasaju. Najčešće u letu ispuštaju promukli zvuk koji zvuči kao "prirr" ili "krik krik", što višekratno variraju. Ako se uplaši, glasa se s "pit-pit-pit".

## Vanjske poveznice
|  | Zajednički poslužitelj ima stranicu o temi Merops apiaster    |
|  | Zajednički poslužitelj ima još gradiva o temi Merops apiaster |
|  | Wikivrste imaju podatke o taksonu Merops apiaster             |